# Lista över tidigare kommuner i Finland
Detta är en lista över tidigare kommuner i Finland. Listan omfattar kommuner som har upphört genom kommunsammanslagning, kommuner som avträddes till Sovjetunionen efter andra världskriget samt kommuner som bara har bytt namn.
För att spara plats är landskommun och dess finska motsvarighet maalaiskunta förkortade till lk respektive mlk.
Kommunernas svenska namn står först i listan. I de fall där inget särskilt svenskt namn finns anges det finska namnet även i kolumnen "Svenskt namn" och vice versa. Observera att en del av de svenskspråkiga namnen inte (längre) används i till exempel media. De namn som inte står i Institutet för de inhemska språkens förteckning över svenska ortnamn i Finland är märkta med två stjärnor (**), och de som i förteckningen betecknas som föråldrade med en stjärna (*). Förteckningen täcker inte de avträdda områdena.
| Svenskt namn                    | Finskt namn             | Införlivad i                                                                                      | Årtal | Annan orsak till upphörande                      |
| ------------------------------- | ----------------------- | ------------------------------------------------------------------------------------------------- | ----- | ------------------------------------------------ |
| Ackas                           | Akaa                    | Toijala, Kylmäkoski, Sääksmäki och Viiala                                                         | 1946  |                                                  |
| Aitolahti                       | Aitolahti               | Tammerfors                                                                                        | 1966  |                                                  |
| Alahärmä                        | Alahärmä                | Kauhava                                                                                           | 2009  |                                                  |
| Alastaro                        | Alastaro                | Loimaa                                                                                            | 2009  |                                                  |
| Angelniemi                      | Angelniemi              | Halikko                                                                                           | 1967  |                                                  |
| Anjala                          | Anjala                  | Anjalankoski                                                                                      | 1975  |                                                  |
| Anjalankoski                    | Anjalankoski            | Kouvola                                                                                           | 2009  |                                                  |
| Anttola                         | Anttola                 | S:t Michel                                                                                        | 2001  |                                                  |
| Artsjö                          | Artjärvi                | Orimattila                                                                                        | 2011  |                                                  |
| Aspö                            | Haapasaari              | Kotka                                                                                             | 1974  |                                                  |
| Bergö                           | Bergö                   | Malax                                                                                             | 1973  |                                                  |
| Bjärnå                          | Perniö                  | Salo                                                                                              | 2009  |                                                  |
| Björkö **                       | Koivisto                |                                                                                                   |       | Avträddes till Sovjetunionen, Viborgs län        |
| Björkö lk **                    | Koiviston mlk           |                                                                                                   |       | Avträddes till Sovjetunionen, Viborgs län        |
| Björköby                        | Björköby                | Korsholm                                                                                          | 1973  |                                                  |
| Björneborgs lk                  | Porin mlk               | Björneborgs stad                                                                                  | 1967  |                                                  |
| Borgå lk                        | Porvoon mlk             | Borgå stad                                                                                        | 1997  |                                                  |
| Bromarv                         | Bromarv                 | Tenala (huvuddelen) och Hangö                                                                     | 1977  |                                                  |
| Brändö Nl                       | Kulosaari               | Helsingfors                                                                                       | 1946  |                                                  |
| Brändö Ål                       | Brändö                  |                                                                                                   |       | Bytte namn till Brändö 1946                      |
| Degerby                         | Degerby                 | Ingå                                                                                              | 1946  |                                                  |
| Dragsfjärd                      | Dragsfjärd              | Kimitoön                                                                                          | 2009  |                                                  |
| Ekenäs                          | Tammisaari              | Raseborg                                                                                          | 2009  |                                                  |
| Ekenäs lk                       | Tammisaaren mlk         | Ekenäs stad                                                                                       | 1977  |                                                  |
| Elimä                           | Elimäki                 | Kouvola                                                                                           | 2009  |                                                  |
| Eno                             | Eno                     | Joensuu                                                                                           | 2009  |                                                  |
| Eräjärvi                        | Eräjärvi                | Orivesi                                                                                           | 1973  |                                                  |
| Esse                            | Ähtävä                  | Pedersöre                                                                                         | 1977  |                                                  |
| Finby                           | Särkisalo               | Salo                                                                                              | 2009  |                                                  |
| Gamlakarleby                    | Kokkola                 |                                                                                                   |       | Bytte namn till Karleby 1977                     |
| Gamlakarleby lk                 | Kokkolan mlk            |                                                                                                   |       | Bytte namn till Karleby 1927                     |
| Haga                            | Haaga                   | Helsingfors                                                                                       | 1946  |                                                  |
| Halikko                         | Halikko                 | Salo                                                                                              | 2009  |                                                  |
| Harlu                           | Harlu                   |                                                                                                   |       | Avträddes till Sovjetunionen, Viborgs län        |
| Hauho                           | Hauho                   | Tavastehus                                                                                        | 2009  |                                                  |
| Haukipudas                      | Haukipudas              | Uleåborg                                                                                          | 2013  |                                                  |
| Haukivuori                      | Haukivuori              | S:t Michel                                                                                        | 2007  |                                                  |
| Heinjoki                        | Heinjoki                |                                                                                                   |       | Avträddes till Sovjetunionen, Viborgs län        |
| Heinola lk                      | Heinolan mlk            | Heinola stad                                                                                      | 1997  |                                                  |
| Helsinge                        | Helsingin mlk           |                                                                                                   |       | Bytte namn till Vanda 1972                       |
| Hiitola                         | Hiitola                 |                                                                                                   |       | Avträddes till Sovjetunionen, Viborgs län        |
| Himango                         | Himanka                 | Kalajoki                                                                                          | 2010  |                                                  |
| Hinnerjoki                      | Hinnerjoki              | Eura                                                                                              | 1970  |                                                  |
| Hitis                           | Hiittinen               | Dragsfjärd                                                                                        | 1969  |                                                  |
| Hogland **                      | Suursaari               |                                                                                                   |       | Avträddes till Sovjetunionen, Viborgs län        |
| Honkajoki                       | Honkajoki               | Kankaanpää                                                                                        | 2021  |                                                  |
| Honkilahti (Honkilax **)        | Honkilahti              | Eura                                                                                              | 1970  |                                                  |
| Houtskär                        | Houtskari               | Väståboland                                                                                       | 2009  |                                                  |
| Hoplax                          | Huopalahti              | Helsingfors                                                                                       | 1946  |                                                  |
| Hyvinge lk                      | Hyvinkään mlk           | Hyvinge stad                                                                                      | 1969  |                                                  |
| Hämeenkoski                     | Hämeenkoski             | Hollola                                                                                           | 2016  |                                                  |
| Idensalmi lk                    | Iisalmen mlk            | Idensalmi stad                                                                                    | 1970  |                                                  |
| Ikalis lk                       | Ikaalisten mlk          | Ikalis köping                                                                                     | 1972  |                                                  |
| Impilax **                      | Impilahti               |                                                                                                   |       | Avträddes till Sovjetunionen, Viborgs län        |
| Iniö                            | Iniö                    | Väståboland                                                                                       | 2009  |                                                  |
| Jaala                           | Jaala                   | Kouvola                                                                                           | 2009  |                                                  |
| Jakimvaara **                   | Jaakkima                |                                                                                                   |       | Avträddes till Sovjetunionen, Viborgs län        |
| Jalasjärvi                      | Jalasjärvi              | Kurikka                                                                                           | 2016  |                                                  |
| Jeppo                           | Jepua                   | Nykarleby                                                                                         | 1975  |                                                  |
| Joutseno                        | Joutseno                | Villmanstrand                                                                                     | 2009  |                                                  |
| Juankoski (Strömsdal **)        | Juankoski               | Kuopio                                                                                            | 2017  |                                                  |
| Jurva                           | Jurva                   | Kurikka                                                                                           | 2009  |                                                  |
| Jyväskylä lk                    | Jyväskylän mlk          | Jyväskylä stad                                                                                    | 2009  |                                                  |
| Jämsänkoski                     | Jämsänkoski             | Jämsä                                                                                             | 2009  |                                                  |
| Jäppilä                         | Jäppilä                 | Pieksänmaa                                                                                        | 2004  |                                                  |
| Jäskis **                       | Jääski                  | Imatra, Joutseno och Ruokolax                                                                     | 1948  | Avträddes delvis till Sovjetunionen, Viborgs län |
| Kajana lk                       | Kajaanin mlk            | Kajana stad                                                                                       | 1977  |                                                  |
| Kakskerta                       | Kakskerta               | Åbo                                                                                               | 1968  |                                                  |
| Kaland                          | Kalanti                 | Nystad                                                                                            | 1993  |                                                  |
| Kalvola                         | Kalvola                 | Tavastehus                                                                                        | 2009  |                                                  |
| Kangaslampi                     | Kangaslampi             | Varkaus                                                                                           | 2005  |                                                  |
| Kanneljärvi                     | Kanneljärvi             |                                                                                                   |       | Avträddes till Sovjetunionen, Viborgs län        |
| Karhula                         | Karhula                 | Kotka                                                                                             | 1977  |                                                  |
| Karinais *                      | Karinainen              | Pöytis                                                                                            | 2005  |                                                  |
| Karis                           | Karjaa                  | Raseborg                                                                                          | 2009  |                                                  |
| Karis lk                        | Karjaan mlk             | Karis                                                                                             | 1969  |                                                  |
| Karislojo                       | Karjalohja              | Lojo                                                                                              | 2013  |                                                  |
| Karjala                         | Karjala                 | Virmo                                                                                             | 1977  |                                                  |
| Karkku                          | Karkku                  | Vammala                                                                                           | 1973  |                                                  |
| Karleby kommun                  | Kaarlela                | Karleby stad                                                                                      | 1977  |                                                  |
| Karttula                        | Karttula                | Kuopio                                                                                            | 2011  |                                                  |
| Karuna                          | Karuna                  | Sagu (huvuddelen) och Kimito                                                                      | 1969  |                                                  |
| Karunki (Karungi *)             | Karunki                 | Torneå                                                                                            | 1973  |                                                  |
| Kaukola                         | Kaukola                 |                                                                                                   |       | Avträddes till Sovjetunionen, Viborgs län        |
| Kauvatsa                        | Kauvatsa                | Kumo                                                                                              | 1969  |                                                  |
| Keikyä                          | Keikyä                  | Äetsä                                                                                             | 1981  |                                                  |
| Kelviå                          | Kälviä                  | Karleby                                                                                           | 2009  |                                                  |
| Kemi lk                         | Kemin mlk               |                                                                                                   |       | Bytte namn till Keminmaa 1979                    |
| Kemijärvi lk                    | Kemijärven mlk          | Kemijärvi                                                                                         | 1973  |                                                  |
| Kerimäki                        | Kerimäki                | Nyslott                                                                                           | 2013  |                                                  |
| Kestilä                         | Kestilä                 | Siikalatva                                                                                        | 2009  |                                                  |
| Kesälahti (Kesälax *)           | Kesälahti               | Kides                                                                                             | 2013  |                                                  |
| Kexholm **                      | Käkisalmi               |                                                                                                   |       | Avträddes till Sovjetunionen, Viborgs län        |
| Kexholms lk **                  | Käkisalmen mlk          |                                                                                                   |       | Avträddes till Sovjetunionen, Viborgs län        |
| Kiihtelysvaara                  | Kiihtelysvaara          | Joensuu                                                                                           | 2005  |                                                  |
| Kiikala                         | Kiikala                 | Salo                                                                                              | 2009  |                                                  |
| Kiikka                          | Kiikka                  | Äetsä                                                                                             | 1981  |                                                  |
| Kiikoinen (Kikois *)            | Kiikoinen               | Sastamala                                                                                         | 2013  |                                                  |
| Kiminge                         | Kiiminki                | Uleåborg                                                                                          | 2013  |                                                  |
| Kimito                          | Kemiö                   | Kimitoön                                                                                          | 2009  |                                                  |
| Kirvus **                       | Kirvu                   |                                                                                                   |       | Avträddes till Sovjetunionen, Viborgs län        |
| Kisko                           | Kisko                   | Salo                                                                                              | 2009  |                                                  |
| Kiukais                         | Kiukainen               | Eura                                                                                              | 2009  |                                                  |
| Kivinebb **                     | Kivennapa               |                                                                                                   |       | Avträddes till Sovjetunionen, Viborgs län        |
| Kjulo                           | Köyliö                  | Säkylä                                                                                            | 2016  |                                                  |
| Kodisjoki                       | Kodisjoki               | Raumo                                                                                             | 2007  |                                                  |
| Koijärvi                        | Koijärvi                | Forssa och Urdiala                                                                                | 1969  |                                                  |
| Konginkangas                    | Konginkangas            | Äänekoski                                                                                         | 1993  |                                                  |
| Korpilahti (Korpilax *)         | Korpilahti              | Jyväskylä                                                                                         | 2009  |                                                  |
| Korpiselkä                      | Korpiselkä              | Tuupovaara                                                                                        | 1946  | Avträddes delvis till Sovjetunionen, Viborgs län |
| Korpo                           | Korppoo                 | Väståboland                                                                                       | 2009  |                                                  |
| Kortesjärvi                     | Kortesjärvi             | Kauhava                                                                                           | 2009  |                                                  |
| Koskenpää                       | Koskenpää               | Jämsänkoski                                                                                       | 1969  |                                                  |
| Koskis * Tav. L.                | Koski Hl                |                                                                                                   |       | Bytte namn till Hämeenkoski 1995                 |
| Kristina                        | Ristiina                | S:t Michel                                                                                        | 2013  |                                                  |
| Kristinestads lk                | Kristiinankaupungin mlk |                                                                                                   |       | Bytte namn till Tjöck 1921                       |
| Kronoborg **                    | Kurkijoki               |                                                                                                   |       | Avträddes till Sovjetunionen, Viborgs län        |
| Kuhmalahti (Kuhmalax *)         | Kuhmalahti              | Kangasala                                                                                         | 2011  |                                                  |
| Kuhmoniemi                      | Kuhmoniemi              |                                                                                                   |       | Bytte namn till Kuhmo 1935                       |
| Kuivaniemi                      | Kuivaniemi              | Ijo                                                                                               | 2007  |                                                  |
| Kulla                           | Kullaa                  | Ulvsby                                                                                            | 2005  |                                                  |
| Kuolajärvi                      | Kuolajärvi              |                                                                                                   |       | Bytte namn till Salla 1936                       |
| Kuolemajärvi                    | Kuolemajärvi            |                                                                                                   |       | Avträddes till Sovjetunionen, Viborgs län        |
| Kuopio lk                       | Kuopion mlk             | Kuopio stad (huvuddelen) och Siilinjärvi                                                          | 1969  |                                                  |
| Kuorevesi                       | Kuorevesi               | Jämsä                                                                                             | 2001  |                                                  |
| Kuru                            | Kuru                    | Ylöjärvi                                                                                          | 2009  |                                                  |
| Kustö                           | Kuusisto                | S:t Karins                                                                                        | 1946  |                                                  |
| Kuusankoski                     | Kuusankoski             | Kouvola                                                                                           | 2009  |                                                  |
| Kuusjoki                        | Kuusjoki                | Salo                                                                                              | 2009  |                                                  |
| Kuusjärvi                       | Kuusjärvi               |                                                                                                   |       | Bytte namn till Outokumpu 1968                   |
| Kvevlax                         | Koivulahti              | Korsholm                                                                                          | 1973  |                                                  |
| Kylmäkoski                      | Kylmäkoski              | Ackas                                                                                             | 2011  |                                                  |
| Kymmene                         | Kymi                    | Kotka                                                                                             | 1977  |                                                  |
| Kyyrölä                         | Kyyrölä                 | Mola                                                                                              | 1934  | Avträddes till Sovjetunionen, Viborgs län        |
| Lahdenpohja                     | Lahdenpohja             |                                                                                                   |       | Avträddes till Sovjetunionen, Viborgs län        |
| Lammi (Lampis *)                | Lammi                   | Tavastehus                                                                                        | 2009  |                                                  |
| Lappfjärd                       | Lapväärtti              | Kristinestad                                                                                      | 1973  |                                                  |
| Lappi                           | Lappi                   | Raumo                                                                                             | 2009  |                                                  |
| Lappvesi **                     | Lappee                  | Villmanstrand                                                                                     | 1967  |                                                  |
| Lauritsala                      | Lauritsala              | Villmanstrand                                                                                     | 1967  |                                                  |
| Lavia                           | Lavia                   | Björneborg                                                                                        | 2015  |                                                  |
| Lehtimäki                       | Lehtimäki               | Alajärvi                                                                                          | 2009  |                                                  |
| Leivonmäki                      | Leivonmäki              | Joutsa                                                                                            | 2008  |                                                  |
| Lemo                            | Lemu                    | Masko                                                                                             | 2009  |                                                  |
| Liljendal                       | Liljendal               | Lovisa                                                                                            | 2010  |                                                  |
| Lillkyro                        | Vähäkyrö                | Vasa                                                                                              | 2013  |                                                  |
| Lochteå                         | Lohtaja                 | Karleby                                                                                           | 2009  |                                                  |
| Lojo kommun                     | Lohjan kunta            | Lojo stad                                                                                         | 1997  |                                                  |
| Lojo lk                         | Lohjan mlk              |                                                                                                   |       | Bytte namn till Lojo kommun 1978                 |
| Loimaa kommun                   | Loimaan kunta           | Loimaa stad                                                                                       | 2005  |                                                  |
| Loimaa lk                       | Loimaan mlk             |                                                                                                   |       | Bytte namn till Loimaa kommun 1978               |
| Lokalax                         | Lokalahti               | Nystad                                                                                            | 1981  |                                                  |
| Lumivaara                       | Lumivaara               |                                                                                                   |       | Avträddes till Sovjetunionen, Viborgs län        |
| Luopioinen (Luopiois *)         | Luopioinen              | Pälkäne                                                                                           | 2007  |                                                  |
| Luvia                           | Luvia                   | Euraåminne                                                                                        | 2017  |                                                  |
| Längelmäki                      | Längelmäki              | Jämsä och Orivesi                                                                                 | 2007  |                                                  |
| Lövskär **                      | Lavansaari              |                                                                                                   |       | Avträddes till Sovjetunionen, Viborgs län        |
| Maaninka (Maninga *)            | Maaninka                | Kuopio                                                                                            | 2015  |                                                  |
| Maxmo                           | Maksamaa                | Vörå-Maxmo                                                                                        | 2007  |                                                  |
| Mellilä                         | Mellilä                 | Loimaa                                                                                            | 2009  |                                                  |
| Merimasku                       | Merimasku               | Nådendal                                                                                          | 2009  |                                                  |
| Messukylä (Messuby **)          | Messukylä               | Tammerfors                                                                                        | 1947  |                                                  |
| Metsämaa                        | Metsämaa                | Loimaa lk                                                                                         | 1976  |                                                  |
| Metsäpirtti                     | Metsäpirtti             |                                                                                                   |       | Avträddes till Sovjetunionen, Viborgs län        |
| Mietois                         | Mietoinen               | Virmo                                                                                             | 2007  |                                                  |
| Mola **                         | Muolaa                  |                                                                                                   |       | Avträddes till Sovjetunionen, Viborgs län        |
| Mouhijärvi                      | Mouhijärvi              | Sastamala                                                                                         | 2009  |                                                  |
| Munsala                         | Munsala                 | Nykarleby                                                                                         | 1975  |                                                  |
| Mussor **                       | Mustasaari              |                                                                                                   |       | Bytte namn till Korsholm 1927                    |
| Muurla                          | Muurla                  | Salo                                                                                              | 2009  |                                                  |
| Muuruvesi                       | Muuruvesi               | Juankoski                                                                                         | 1971  |                                                  |
| Mänttä                          | Mänttä                  | Mänttä-Vilppula                                                                                   | 2009  |                                                  |
| Nagu                            | Nauvo                   | Väståboland                                                                                       | 2009  |                                                  |
| Nastola                         | Nastola                 | Lahtis                                                                                            | 2016  |                                                  |
| Nedertorneå                     | Alatornio               | Torneå                                                                                            | 1973  |                                                  |
| Nedervetil                      | Alaveteli               | Kronoby                                                                                           | 1969  |                                                  |
| Nilsiä                          | Nilsiä                  | Kuopio                                                                                            | 2013  |                                                  |
| Norra Birkala **                | Pohjois-Pirkkala        |                                                                                                   |       | Bytte namn till Nokia 1938                       |
| Norrmark                        | Noormarkku              | Björneborg                                                                                        | 2010  |                                                  |
| Nuijamaa                        | Nuijamaa                | Villmanstrand                                                                                     | 1989  |                                                  |
| Nummi-Pusula (Nummis-Pusula **) | Nummi-Pusula            | Lojo                                                                                              | 2013  |                                                  |
| Nummi (Nummis **)               | Nummi                   | Nummi-Pusula                                                                                      | 1981  |                                                  |
| Nurmes lk                       | Nurmeksen mlk           | Nurmes köping                                                                                     | 1973  |                                                  |
| Nurmo                           | Nurmo                   | Seinäjoki                                                                                         | 2009  |                                                  |
| Nykarleby lk                    | Uudenkaarlepyyn mlk     | Nykarleby stad                                                                                    | 1975  |                                                  |
| Nykyrka **                      | Uusikirkko Vpl          |                                                                                                   |       | Avträddes till Sovjetunionen, Viborgs län        |
| Nykyrko **                      | Uusikirkko Tl           |                                                                                                   |       | Bytte namn till Kaland 1936                      |
| Nystads lk                      | Uudenkaupungin mlk      | Nystads stad                                                                                      | 1969  |                                                  |
| Nådendals lk                    | Naantalin mlk           | Nådendals stad                                                                                    | 1964  |                                                  |
| Oravais                         | Oravainen               | Vörå                                                                                              | 2011  |                                                  |
| Oulujoki                        | Oulujoki                | Uleåborg (huvuddelen), Haukipudas, Kempele, Kiminge, Tyrnävä, Oulunsalo, Utajärvi och Överkiminge | 1965  |                                                  |
| Oulunsalo (Uleåsalo *)          | Oulunsalo               | Uleåborg                                                                                          | 2013  |                                                  |
| Paavola                         | Paavola                 | Ruukki                                                                                            | 1973  |                                                  |
| Pargas                          | Parainen                | Väståboland                                                                                       | 2009  |                                                  |
| Pargas lk                       | Paraisten mlk           | Pargas                                                                                            | 1967  |                                                  |
| Patis                           | Paattinen               | Åbo                                                                                               | 1973  |                                                  |
| Pattijoki                       | Pattijoki               | Brahestad                                                                                         | 2003  |                                                  |
| Pernå                           | Pernaja                 | Lovisa                                                                                            | 2010  |                                                  |
| Peräseinäjoki                   | Peräseinäjoki           | Seinäjoki                                                                                         | 2005  |                                                  |
| Petalax                         | Petolahti               | Malax                                                                                             | 1973  |                                                  |
| Petsamo                         | Petsamo                 |                                                                                                   |       | Avträddes till Sovjetunionen , Ishavsfinland     |
| Pieksämä                        | Pieksämä                |                                                                                                   |       | Bytte namn till Pieksämäki 1948                  |
| Pieksämäki lk                   | Pieksämäen mlk          | Pieksänmaa                                                                                        | 2004  |                                                  |
| Pieksänmaa                      | Pieksänmaa              | Pieksämäki                                                                                        | 2007  |                                                  |
| Pielisensuu                     | Pielisensuu             | Joensuu                                                                                           | 1954  |                                                  |
| Pielisjärvi                     | Pielisjärvi             | Lieksa                                                                                            | 1973  |                                                  |
| Pihlajavesi                     | Pihlajavesi             | Keuru                                                                                             | 1969  |                                                  |
| Piippola                        | Piippola                | Siikalatva                                                                                        | 2009  |                                                  |
| Pikis                           | Piikkiö                 | S:t Karins                                                                                        | 2009  |                                                  |
| Pohjaslahti                     | Pohjaslahti             | Vilppula och Virdois                                                                              | 1973  |                                                  |
| Pojo                            | Pohja                   | Raseborg                                                                                          | 2009  |                                                  |
| Pulkkila                        | Pulkkila                | Siikalatva                                                                                        | 2009  |                                                  |
| Punkaharju                      | Punkaharju              | Nyslott                                                                                           | 2013  |                                                  |
| Purmo                           | Purmo                   | Pedersöre                                                                                         | 1977  |                                                  |
| Pusula                          | Pusula                  | Nummi-Pusula                                                                                      | 1981  |                                                  |
| Pyhäjärvi Nl                    | Pyhäjärvi Ul            | Högfors                                                                                           | 1969  |                                                  |
| Pyhäjärvi Vl                    | Pyhäjärvi Vpl           |                                                                                                   |       | Avträddes till Sovjetunionen, Viborgs län        |
| Pyhämaa                         | Pyhämaa                 | Nystad                                                                                            | 1974  |                                                  |
| Pyhäsalmi                       | Pyhäsalmi               |                                                                                                   |       | Pyhäjärvis namn 1993–95                          |
| Pyhäselkä                       | Pyhäselkä               | Joensuu                                                                                           | 2009  |                                                  |
| Pylkönmäki                      | Pylkönmäki              | Saarijärvi                                                                                        | 2009  |                                                  |
| Pälkjärvi                       | Pälkjärvi               | Tohmajärvi                                                                                        | 1946  | Avträddes delvis till Sovjetunionen, Kuopio län  |
| Pörtom                          | Pirttikylä              | Närpes                                                                                            | 1973  |                                                  |
| Rantsila (Frantsila *)          | Rantsila                | Siikalatva                                                                                        | 2009  |                                                  |
| Raumo lk                        | Rauman mlk              | Raumo stad                                                                                        | 1993  |                                                  |
| Rautio                          | Rautio                  | Kalajoki                                                                                          | 1973  |                                                  |
| Rautus **                       | Rautu                   |                                                                                                   |       | Avträddes till Sovjetunionen, Viborgs län        |
| Renko (Rengo **)                | Renko                   | Tavastehus                                                                                        | 2009  |                                                  |
| Replot                          | Raippaluoto             | Korsholm                                                                                          | 1973  |                                                  |
| Revolax                         | Revonlahti              | Ruukki                                                                                            | 1973  |                                                  |
| Riistavesi                      | Riistavesi              | Kuopio                                                                                            | 1973  |                                                  |
| Rimito                          | Rymättylä               | Nådendal                                                                                          | 2009  |                                                  |
| Rovaniemi lk                    | Rovaniemen mlk          | Rovaniemi stad                                                                                    | 2006  |                                                  |
| Ruskeala                        | Ruskeala                |                                                                                                   |       | Avträddes till Sovjetunionen, Viborgs län        |
| Ruukki                          | Ruukki                  | Siikajoki                                                                                         | 2007  |                                                  |
| Räisälä                         | Räisälä                 |                                                                                                   |       | Avträddes till Sovjetunionen, Viborgs län        |
| S:t Andree **                   | Antrea                  |                                                                                                   |       | Avträddes till Sovjetunionen, Viborgs län        |
| S:t Bertils                     | Pertteli                | Salo                                                                                              | 2009  |                                                  |
| S:t Johannes **                 | Johannes                |                                                                                                   |       | Avträddes till Sovjetunionen, Viborgs län        |
| S:t Marie                       | Maaria                  | Åbo                                                                                               | 1967  |                                                  |
| S:t Michels lk                  | Mikkelin mlk            | S:t Michels stad                                                                                  | 2001  |                                                  |
| Saari                           | Saari                   | Parikkala                                                                                         | 2005  |                                                  |
| Sahalahti (Sahalax *)           | Sahalahti               | Kangasala                                                                                         | 2005  |                                                  |
| Sakkola                         | Sakkola                 |                                                                                                   |       | Avträddes till Sovjetunionen, Viborgs län        |
| Salmis **                       | Salmi                   |                                                                                                   |       | Avträddes till Sovjetunionen, Viborgs län        |
| Salo                            | Salo                    |                                                                                                   |       | Bytte namn till Saloinen 1913                    |
| Saloinen                        | Saloinen                | Brahestad                                                                                         | 1973  |                                                  |
| Sammatti                        | Sammatti                | Lojo                                                                                              | 2009  |                                                  |
| Sastamala                       | Sastamala               |                                                                                                   |       | Bytte namn till Karkku                           |
| Savonranta                      | Savonranta              | Nyslott                                                                                           | 2009  |                                                  |
| Seinäjoki lk                    | Seinäjoen mlk           | Seinäjoki köping                                                                                  | 1959  |                                                  |
| Seitskär **                     | Seiskari                |                                                                                                   |       | Avträddes till Sovjetunionen, Viborgs län        |
| Sideby                          | Siipyy                  | Kristinestad                                                                                      | 1973  |                                                  |
| Simpele                         | Simpele                 | Rautjärvi                                                                                         | 1973  |                                                  |
| Sippola                         | Sippola                 | Anjalankoski                                                                                      | 1975  |                                                  |
| Snappertuna                     | Snappertuna             | Ekenäs (huvuddelen) och Karis                                                                     | 1977  |                                                  |
| Soanlax **                      | Soanlahti               |                                                                                                   |       | Avträddes till Sovjetunionen, Viborgs län        |
| Solf                            | Sulva                   | Korsholm (huvuddelen) och Vasa                                                                    | 1973  |                                                  |
| Sommarnäs *                     | Somerniemi              | Somero                                                                                            | 1977  |                                                  |
| Sordavala **                    | Sortavala               |                                                                                                   |       | Avträddes till Sovjetunionen, Viborgs län        |
| Sordavala lk **                 | Sortavalan mlk          |                                                                                                   |       | Avträddes till Sovjetunionen, Viborgs län        |
| Strömfors                       | Ruotsinpyhtää           | Lovisa                                                                                            | 2010  |                                                  |
| Suistamo                        | Suistamo                |                                                                                                   |       | Avträddes till Sovjetunionen, Viborgs län        |
| Sumiainen (Sumiais *)           | Sumiainen               | Äänekoski                                                                                         | 2007  |                                                  |
| Suodenniemi                     | Suodenniemi             | Vammala                                                                                           | 2007  |                                                  |
| Suojärvi                        | Suojärvi                |                                                                                                   |       | Avträddes till Sovjetunionen, Viborgs län        |
| Suolahti                        | Suolahti                | Äänekoski                                                                                         | 2007  |                                                  |
| Suomenniemi                     | Suomenniemi             | S:t Michel                                                                                        | 2013  |                                                  |
| Suomusjärvi                     | Suomusjärvi             | Salo                                                                                              | 2009  |                                                  |
| Suoniemi                        | Suoniemi                | Nokia                                                                                             | 1973  |                                                  |
| Säkkijärvi                      | Säkkijärvi              | Miehikkälä och Ylämaa                                                                             | 1946  | Avträddes delvis till Sovjetunionen, Viborgs län |
| Säminge                         | Sääminki                | Nyslott (huvuddelen) och Punkaharju                                                               | 1973  |                                                  |
| Säräisniemi                     | Säräisniemi             | Vaala                                                                                             | 1954  |                                                  |
| Säyneinen (Säyneis **)          | Säyneinen               | Juankoski                                                                                         | 1971  |                                                  |
| Säynätsalo                      | Säynätsalo              | Jyväskylä                                                                                         | 1993  |                                                  |
| Sääksmäki                       | Sääksmäki               | Valkeakoski                                                                                       | 1973  |                                                  |
| Södra Birkala **                | Etelä-Pirkkala          |                                                                                                   |       | Birkalas namn 1922–1938                          |
| Tarvasjoki                      | Tarvasjoki              | Lundo                                                                                             | 2015  |                                                  |
| Tavastehus lk                   | Hämeenlinnan mlk        | Tavastehus, Renko och Vånå                                                                        | 1948  |                                                  |
| Terjärv                         | Teerijärvi              | Kronoby                                                                                           | 1969  |                                                  |
| Teisko                          | Teisko                  | Tammerfors och Kuru                                                                               | 1972  |                                                  |
| Temmes                          | Temmes                  | Tyrnävä (huvuddelen), Limingo, Lumijoki och Rantsila                                              | 2001  |                                                  |
| Tenala                          | Tenhola                 | Ekenäs                                                                                            | 1993  |                                                  |
| Terijoki                        | Terijoki                |                                                                                                   |       | Avträddes till Sovjetunionen, Viborgs län        |
| Tjöck                           | Tiukka                  | Kristinestad                                                                                      | 1973  |                                                  |
| Toijala                         | Toijala                 | Ackas                                                                                             | 2007  |                                                  |
| Tottijärvi                      | Tottijärvi              | Nokia                                                                                             | 1976  |                                                  |
| Tuulos (Tulois **)              | Tuulos                  | Tavastehus                                                                                        | 2009  |                                                  |
| Turtola                         | Turtola                 |                                                                                                   |       | Bytte namn till Pello 1949                       |
| Tuupovaara                      | Tuupovaara              | Joensuu                                                                                           | 2005  |                                                  |
| Tyrväntö (Tyrvändö **)          | Tyrväntö                | Hattula                                                                                           | 1971  |                                                  |
| Tyrvis                          | Tyrvää                  | Vammala                                                                                           | 1973  |                                                  |
| Tyterskär **                    | Tytärsaari              |                                                                                                   |       | Avträddes till Sovjetunionen, Viborgs län        |
| Töysä                           | Töysä                   | Alavo                                                                                             | 2013  |                                                  |
| Uukuniemi (Uguniemi **)         | Uukuniemi               | Parikkala                                                                                         | 2005  |                                                  |
| Uleå **                         | Oulun mlk               |                                                                                                   |       | Bytte namn till Oulujoki 1912                    |
| Ullava                          | Ullava                  | Karleby                                                                                           | 2009  |                                                  |
| Uskela                          | Uskela                  | Salo                                                                                              | 1967  |                                                  |
| Vahto                           | Vahto                   | Rusko                                                                                             | 2009  |                                                  |
| Vahviala                        | Vahviala                | Lappvesi och Ylämaa                                                                               | 1946  | Avträddes delvis till Sovjetunionen, Viborgs län |
| Valkeala                        | Valkeala                | Kouvola                                                                                           | 2009  |                                                  |
| Valkjärvi                       | Valkjärvi               |                                                                                                   |       | Avträddes till Sovjetunionen, Viborgs län        |
| Valtimo                         | Valtimo                 | Nurmes                                                                                            | 2020  |                                                  |
| Vampula (Vambula **)            | Vampula                 | Vittis                                                                                            | 2009  |                                                  |
| Vammala                         | Vammala                 | Sastamala                                                                                         | 2009  |                                                  |
| Varpaisjärvi                    | Varpaisjärvi            | Lapinlax                                                                                          | 2011  |                                                  |
| Veckelax                        | Vehkalahti              | Fredrikshamn                                                                                      | 2003  |                                                  |
| Vehmersalmi                     | Vehmersalmi             | Kuopio                                                                                            | 2005  |                                                  |
| Velkua                          | Velkua                  | Nådendal                                                                                          | 2009  |                                                  |
| Viborg **                       | Viipuri                 |                                                                                                   |       | Avträddes till Sovjetunionen, Viborgs län        |
| Viborgs lk **                   | Viipurin mlk            |                                                                                                   |       | Avträddes till Sovjetunionen, Viborgs län        |
| Vihanti                         | Vihanti                 | Brahestad                                                                                         | 2013  |                                                  |
| Viiala                          | Viiala                  | Ackas                                                                                             | 2007  |                                                  |
| Viljakkala                      | Viljakkala              | Ylöjärvi                                                                                          | 2007  |                                                  |
| Villnäs                         | Askainen                | Masku                                                                                             | 2009  |                                                  |
| Vilppula (Filpula *)            | Vilppula                | Mänttä-Vilppula                                                                                   | 2009  |                                                  |
| Virtasalmi                      | Virtasalmi              | Pieksänmaa                                                                                        | 2004  |                                                  |
| Vittisbofjärd                   | Ahlainen                | Björneborg                                                                                        | 1972  |                                                  |
| Vuoksela                        | Vuoksela                |                                                                                                   |       | Avträddes till Sovjetunionen, Viborgs län        |
| Vuoksenranta                    | Vuoksenranta            |                                                                                                   |       | Avträddes till Sovjetunionen, Viborgs län        |
| Vuolijoki                       | Vuolijoki               | Kajana                                                                                            | 2007  |                                                  |
| Vånå                            | Vanaja                  | Tavastehus, Hattula, Janakkala och Renko                                                          | 1967  |                                                  |
| Värtsilä                        | Värtsilä                | Tohmajärvi                                                                                        | 2005  |                                                  |
| Västanfjärd                     | Västanfjärd             | Kimitoön                                                                                          | 2009  |                                                  |
| Väståboland                     | Länsi-Turunmaa          |                                                                                                   |       | Bytte namn till Pargas 2012                      |
| Vörå                            | Vöyri                   | Vörå-Maxmo                                                                                        | 2007  |                                                  |
| Vörå-Maxmo                      | Vöyri-Maksamaa          | Vörå                                                                                              | 2011  |                                                  |
| Ylihärmä                        | Ylihärmä                | Kauhava                                                                                           | 2009  |                                                  |
| Ylistaro                        | Ylistaro                | Seinäjoki                                                                                         | 2009  |                                                  |
| Ylämaa                          | Ylämaa                  | Villmanstrand                                                                                     | 2010  |                                                  |
| Yläne                           | Yläne                   | Pöytis                                                                                            | 2009  |                                                  |
| Åggelby                         | Oulunkylä               | Helsingfors                                                                                       | 1946  |                                                  |
| Äetsä                           | Äetsä                   | Sastamala                                                                                         | 2009  |                                                  |
| Äyräpää                         | Äyräpää                 |                                                                                                   |       | Avträddes till Sovjetunionen, Viborgs län        |
| Äänekoski lk                    | Äänekosken mlk          | Äänekoski köping                                                                                  | 1969  |                                                  |
| Öja                             | Öja                     | Karleby kommun                                                                                    | 1969  |                                                  |
| Överijo **                      | Yli-Ii                  | Uleåborg                                                                                          | 2013  |                                                  |
| Överkiminge **                  | Ylikiiminki             | Uleåborg                                                                                          | 2009  |                                                  |
| Övermark                        | Ylimarkku               | Närpes                                                                                            | 1973  |                                                  |

## Artikelursprung
Den här artikeln är helt eller delvis baserad på material från finskspråkiga Wikipedia.